# De Liefde (Streefkerk)
De Liefde (ook wel In Liefde Draaiende) is een achtkante stellingmolen met een houten onderbouw in Streefkerk, in de Nederlandse gemeente Molenlanden. De bovenbouw is bekleed met platen van zink (losanges) en de kap met dakleer. De molen is in 1893 gebouwd als vervanging van een afgebrande achtkante grondzeiler op dezelfde plaats. In de molen zijn twee maalstoelen met 16der kunststenen aanwezig. De molen is tot ca. 1970 in bedrijf geweest. In de molen is een museum aanwezig.
In 1976 werd een dijkverzwaring aangekondigd en bestond er vrees dat de molen zou moeten wijken. Door een damwandconstructie te gebruiken in plaats van het geplande talud kon De Liefde op de oorspronkelijke plaats blijven staan.
De naam van deze molen was gedurende lange tijd De Hoop, maar is na de restauratie gewijzigd in De Liefde, naar men dacht de oorspronkelijke naam. Historisch onderzoek heeft uitgewezen dat dat niet juist is. De juiste naam luidt In Liefde Draaiende.
De Liefde is eigendom van de SIMAV, die sinds 2008 een kantoorruimte in de molen heeft.
Het gevlucht is Oud-Hollands. De gelaste, ijzeren roeden zijn gemaakt door Derckx te Beegden in 1979. De binnenroede heeft het nummer 292 en de buitenroede nummer 291.
De 4,02 m lange bovenas met nummer 512 is van de fabrikant Penn & Bauduin te Dordrecht en gegoten in 1893.
De molen wordt op de wind gezet, verkruid, met een kruiwiel. Het kruiwerk bestaat uit houten rollenwagens met voornamelijk gietijzeren, maar ook nog enkele houten rollen.
De molen wordt gevangen (geremd) met een vaste Vlaamse blokvang bestaande uit vijf vangblokken. De vang wordt bediend met een wipstok, die beschilderd is met prinsjeswerk. De vangbalk scharniert in de ezel met een schuif en heeft een kneppel. Om het bovenwiel zit een ijzeren hoep waar de vangblokken op aangrijpen.
Vroeger werd met behulp van een lang luitouw en het tweede luiwerk de zakken graan uit het schip via een houten glijgoot de molen ingetrokken.

## Overbrengingen
Het bovenwiel heeft 53 kammen en een steek van 13,5 cm. De bovenschijfloop heeft 26 staven. Hierdoor draait de koningsspil 2,038 keer sneller dan de bovenas. Het spoorwiel heeft 74 kammen en een steek van 7,7 cm. De twee steenschijflopen hebben 25 staven. Hierdoor draaien de maalstenen 6,034 keer sneller dan de bovenas.